# Campiglossa philippinensis
Campiglossa philippinensis är en tvåvingeart som först beskrevs av Hardy 1974.  Campiglossa philippinensis ingår i släktet Campiglossa och familjen borrflugor. Inga underarter finns listade.